# مومياوات جبلين من عصر ما قبل الأسرات

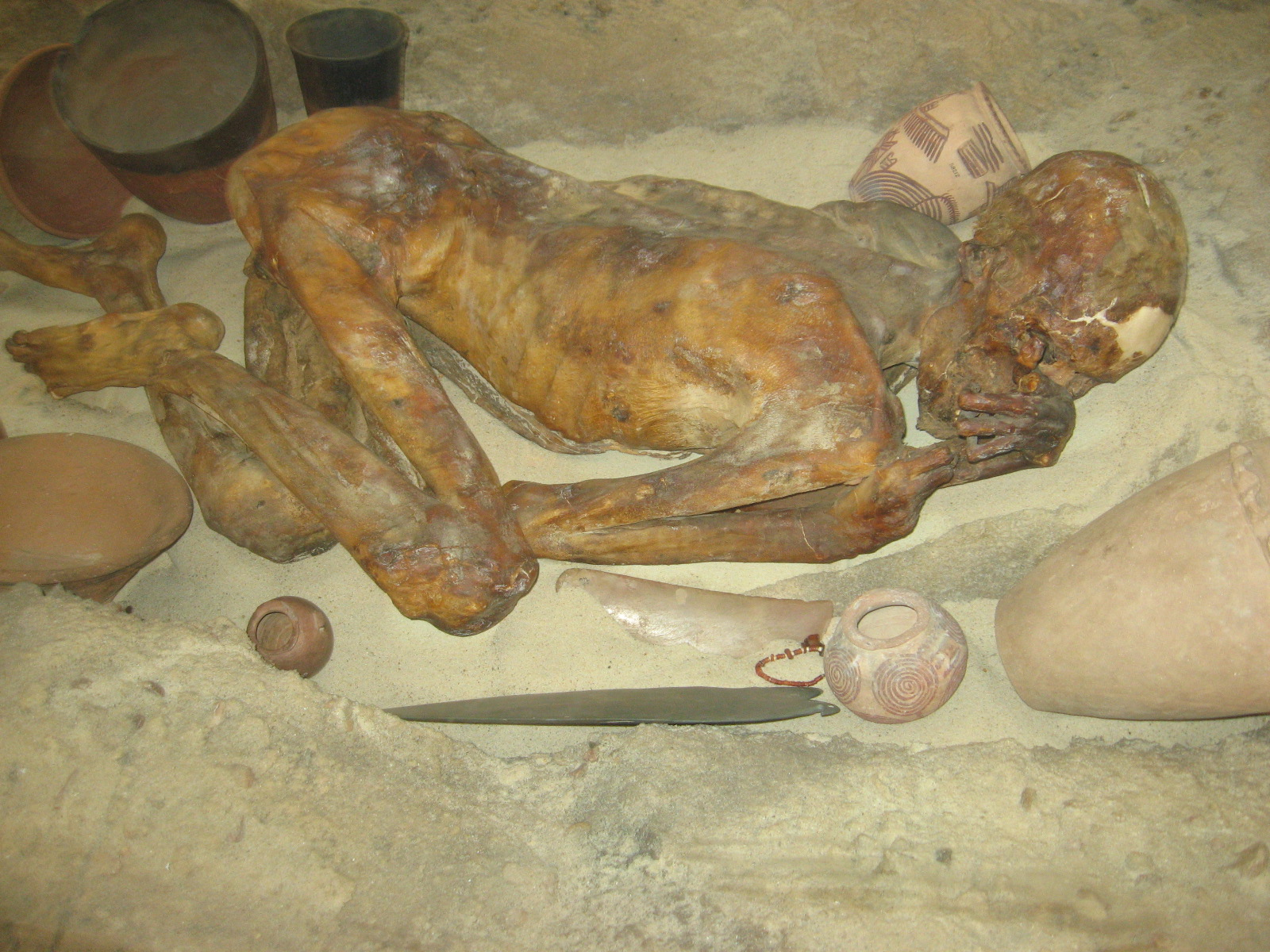
الرجل المحنط (جنجر سابقًا) في المقبرة بعد إعادة بنائها

مومياوات جبلين من عصر ما قبل الأسرات هي ست مومياوات حُنّطت تحنيطًا طبيعيًا تعود لحوالي 3400 ق.م من نهاية عصر ما قبل الأسرات في مصر، وتعد أول جثامين كاملة تُكتَشَف من عصر ما قبل الأسرات. استطاع «واليس بادج» حارس قسم المصريات في المتحف البريطاني بالكشف عنها في نهاية القرن التاسع عشر وكانت في مقابر رملية صغيرة قرب مدينة جبلين (مكانها الحالي مدينة نجع الغريرة قرب قنا) في الصحراء الغربية.
واستخرج «بادج» جميع الجثامين من نفس المقبرة. وأمكن تمييز جنس جثمانين منهم، أحدهما ذكر والثاني أنثى. أما الآخرين فغير محددي الجنس. وأخذ المتحف البريطاني الجثامين عام 1900م. وسجلت الوثائق وجود بعض الموجودات في المقبرة وقت الكشف من «قدور وأعمال من حجر الصوان»، لكنها مع ذلك لم تُنقل للمتحف البريطاني ولا أحد يعلم مصيرها. وكانت ثلاثة جثامين من المعثور عليها مغطاة بأنواع مختلفة من الأغطية مثل حصيرة من البوص، أو ألياف النخيل، أو جلود الحيوانات، وهي ما زالت باقية مع الجثامين. وكانت الجثامين تتخذ وضع الجنين في بطن أمه، راقدةً على جنبها الأيسر وقت العثور عليها.
عُرض أول جثمان كُشِف عنه بدءًا من عام 1901م في المتحف البريطاني باسم «جنجر» (بالإنجليزية Ginger) وهي كلمة تعني بني اللون وذلك بسبب شعره المائل للحُمرة. وهذا الاسم لم يعد يُستخدم رسميًا وفقًا لسياسات أخلاقية جديدة تجاه البقايا البشرية.

## عملية الكشف

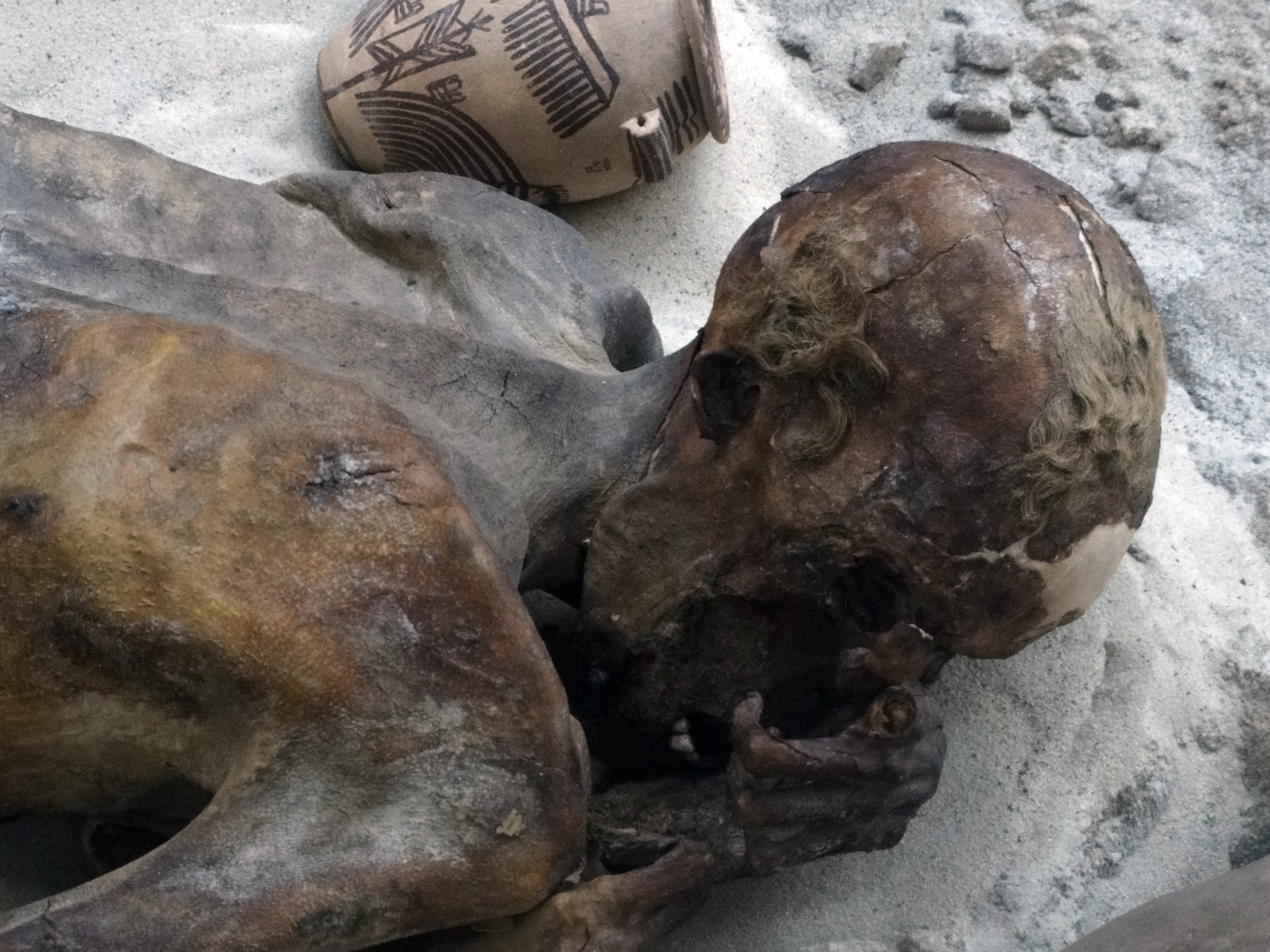
رأس المومياء صاحبة الكودEA 32751 التي توضح الشعر المحفوظ للآن، وقد التقطت الصورة عام 2011م.

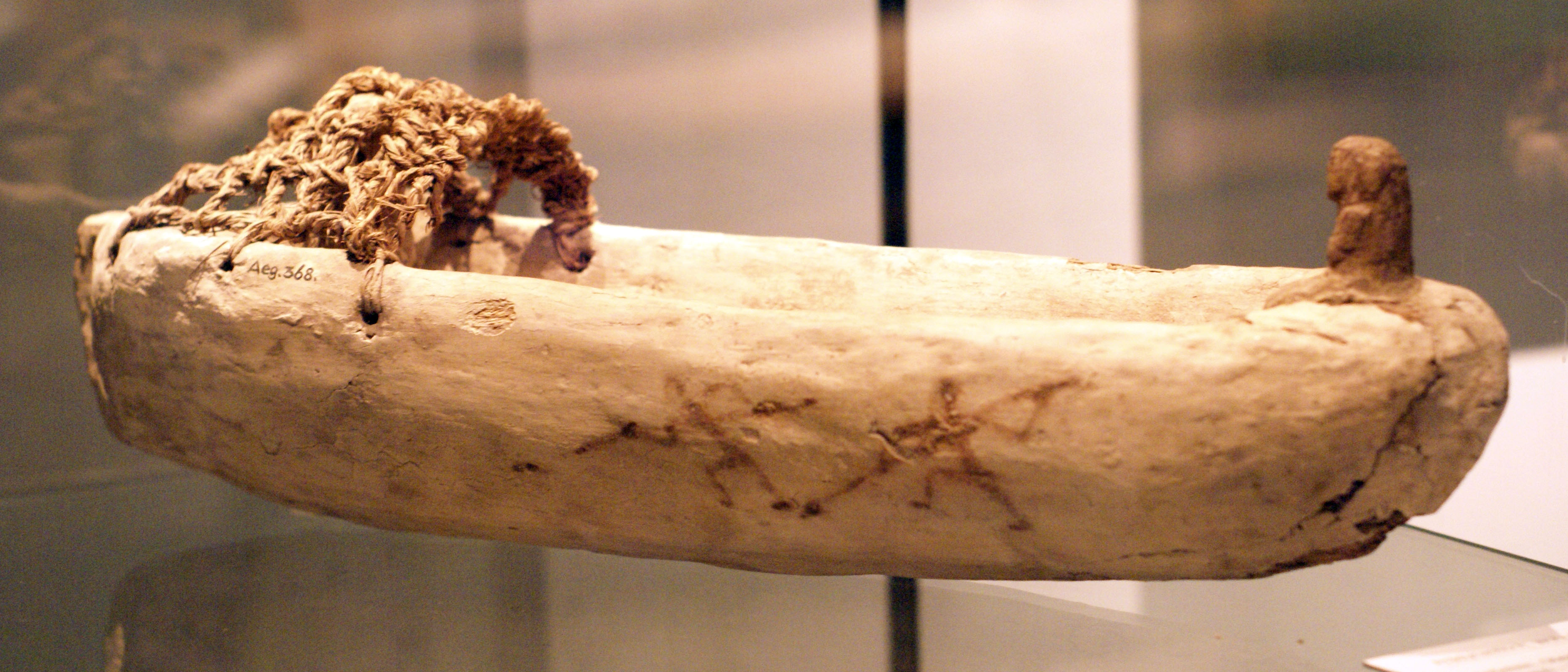
نموذج لقارب وجد في جبلين ويعود للفترة من 3400 ق.م إلى 3200 ق.م، وهو محفوظ بالمتحف التاريخي في برن بألمانيا.

جرى الكشف عن حطام مدن أبيدوس، وطوخ، وهيراكونبوليس، وجبلين عام 1895م و1896م، وفي عام 1892م كان مدير الآثار المصري جاك دي مورجان قد أثبت أن الفخار الذي عُثر عليه في أبيدوس وفي نقادة يرجع لعصر ما قبل الأسرات مما أثار اهتمام العديد من علماء الآثار الأوروبيين، وبعد انتهاء كل عملية كشف كان السكان المحليون يحاولون استكمال الكشف عن بقايا في تلك المواقع، وقام واليس بادج عام 1895م بجلب توابيت منقوشة وأثاث جنائزي من مقابر تعود للأسرة الثانية عشر في منطقة البرشاء لصالح المتحف البريطاني وساعده على القيام بذلك عمله في هيئة الآثار المصرية، وبدأ بادج شراء المكتشفات العائدة لعصر ما قبل الأسرات من السكان المحليون ومنها القدور والرماح والسهام والرؤؤس، والصّوّان المنحوت، وأشكال عظمية وأجزاء بشرية متفرقة تكوينها الرئيس من العظام دون لحم أو بشرة جلدية تغطيها.
اتصل أحد سكان جبلين ببادج عام 1896م وزعم عثوره على المزيد من المومياوات، وانتقل بادج إلى مكان الجثامين وأدرك على الفور أنها من عصر ما قبل الأسرات وأنها أول جثامين كاملة يجري التعرف عليها من هذا العصر، وبدأ الكشف الذي أسفر عن ستة جثامين محنطة استُخرجت من الرمال الضحلة في منطقة «بحر بلا ماء» على المنحدرات الشرقية للتل الشمالي في جبلين.
لم تشمل متعلقات المقبرة سوى قدر وُجد مع جثمان الأنثى البالغة مع بعض بقايا غصون وفرو وكتان مع الجثامين الأخرى، وكانت الجثامين تُدفن عادةً في عصر ما قبل الأسرات عارية وأحيانًا ملفوفة بغير إحكام، وبالدفن على هذا النحو يكون الجثمان مُغطى بالرمال الساخنة، فتتبخر معظم مياه الجثمان بسرعة أو تنفذ في مثل هذه الظروف البيئية ويعني هذا جفاف الجثمان وحفظه طبيعيًا، واستُخدمت هذه الطريقة على نطاق واسع في عصر ما قبل الأسرات قبل تطور التحنيط الاصطناعي، وربما تكون قد أدت عملية التحنط الطبيعي بالدفن في الرمال الجافة على هذا النحو إلى بدء الاعتقاد في البعث بعد الموت وسن عادة ترك الطعام والأدوات للحياة الأخرى.
كانت جميع الجثامين في أوضاع متشابهة مرنة نائمين على جانبهم الأيسر وركبهم مرفوعة لأعلى جهة ذقونهم.

## اقرأ أيضا
- البدارية
- نقادة
- عصر ما قبل عصر الأسرات